# Orquite
Orquite ou orqueíte trata-se da inflamação do testículo (congestão testicular) e pode ser motivada pelos mais diversos fatores tais como vírus, parasitas, traumas, espiroquetas, ou ainda, ser de causa piogênica, química ou idiopática. Um dos principais fatores de orquite é a caxumba.
Homens na adolescência que não foram infectados anteriormente pelo vírus da caxumba devem ser vacinados contra ele, pois uma vez que em homens adultos são infectados, um em cada cinco desenvolve alguma forma de orquite. Isso geralmente ocorre de quatro a sete dias após o inchaço (intumescimento) da mandíbula e pescoço.
O testículo pode apresentar algum grau de atrofia, e em casos que se complicam ou não tratados adequadamente, o homem podem apresentar impotência sexual e esterilidade. Atualmente essas sequelas são raras uma vez um homem que nunca foi exposto ao vírus da caxumba tenha contraído a doença, recebe gamaglobulina imediatamente, diminuindo ou ausentando este tipo de complicação.
Orquite de causa viral, bacteriana ou fúngica é tratada com antibioticoterapia específica para o agente causal. Outras medidas de tratamento incluem repouso, elevação da bolsa escrotal, compressas geladas (diminuição de edema escrotal), analgesia e medicamentos anti-inflamatórios.

## Sintomas
Os sintomas da orquite são similares aos da torção testicular. Eles podem incluir:
- ejaculação de sangue
- hematúria (sangue na urina)
- dor
- suor visível do(s) testículo(s)